# Calèche

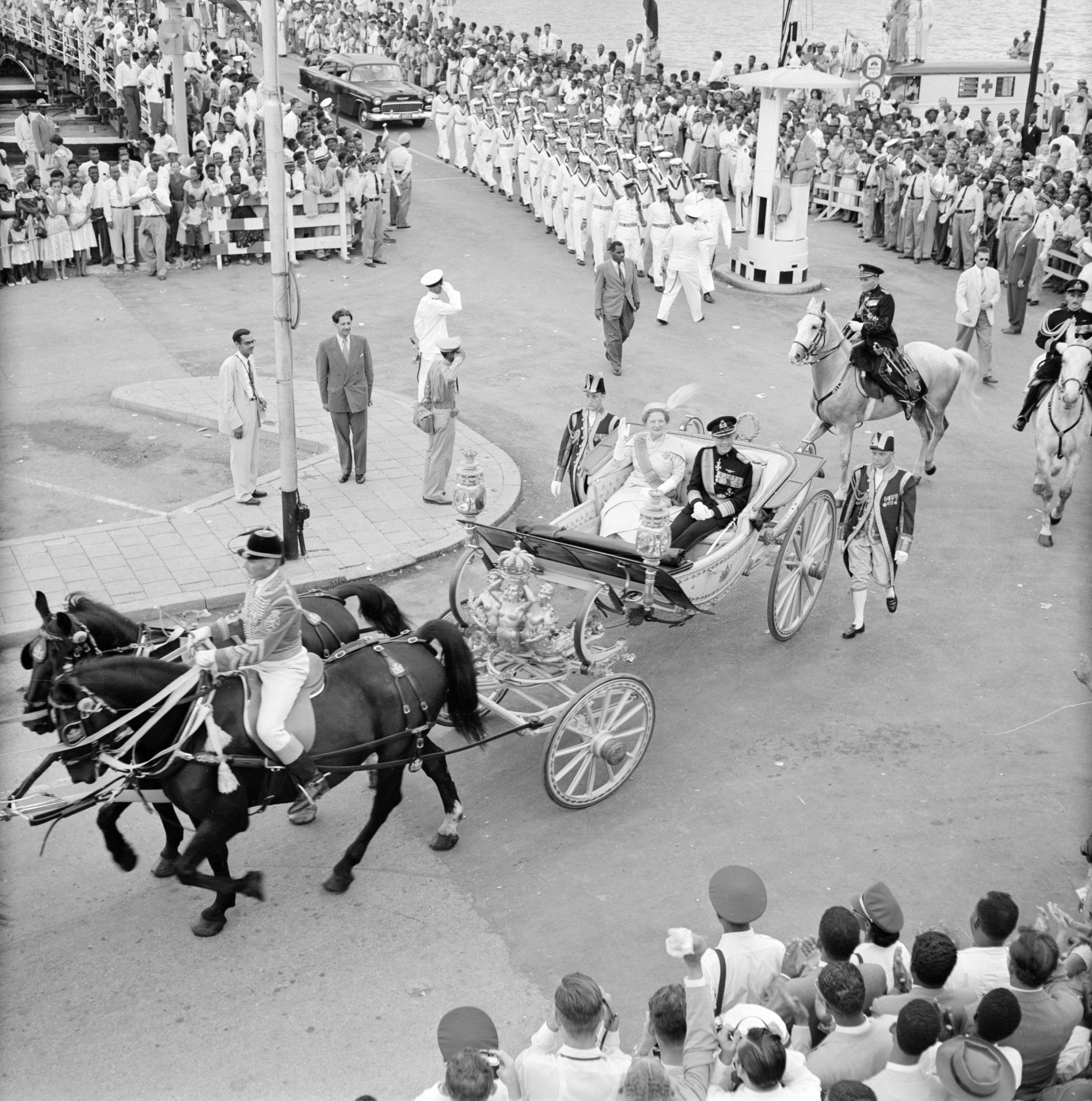
Koningin Juliana en prins Bernard in de Crème Calèche in Willemstad, te Curaçao, op 19 oktober 1955.

Calèche of kales is een type licht open koets dat populair werd in de 18e eeuw. Calèches hebben standaard vier wielen, met of zonder bok voor de koetsier. De koets heeft soms een half inklapbare leren kap om de inzittenden te beschermen tegen neerslag en intens zonlicht. Tot 1820 hing de kast, het deel waarin de passagiers zitten, bij calèches aan C-veren middels dikke leren riemen. Later werd meestal de kast bevestigd op modernere en stevigere ellipsveren. De koets werd voorheen door zowel de eigenaar als door een koetsier gereden, maar halverwege de negentiende eeuw werd het algemeen gebruik om een koetsier de koets te laten mennen; dit gebeurde vanaf de bok of vanaf het voorlinkse paard. Doorgaans wordt de koets voortgetrokken door een twee-, een vier- of een zesspan paarden.
De bekendste calèche in Nederland is de Crème Calèche, dit was in 1898 een cadeau van Koningin Emma aan haar dochter Wilhelmina ter ere van haar inhuldiging op 6 september van dat jaar.
De landauer wordt beschouwd als een vernieuwde en verbeterde versie van de calèche.

## Etymologie
De Franse benaming calèche en het daarvan afgeleide Nederlandse kales zijn beide herleid van het Duitse Kalesche, wat weer is herleid van het Tsjechische kolesa, dat 'wiel' betekent.

## Galerij

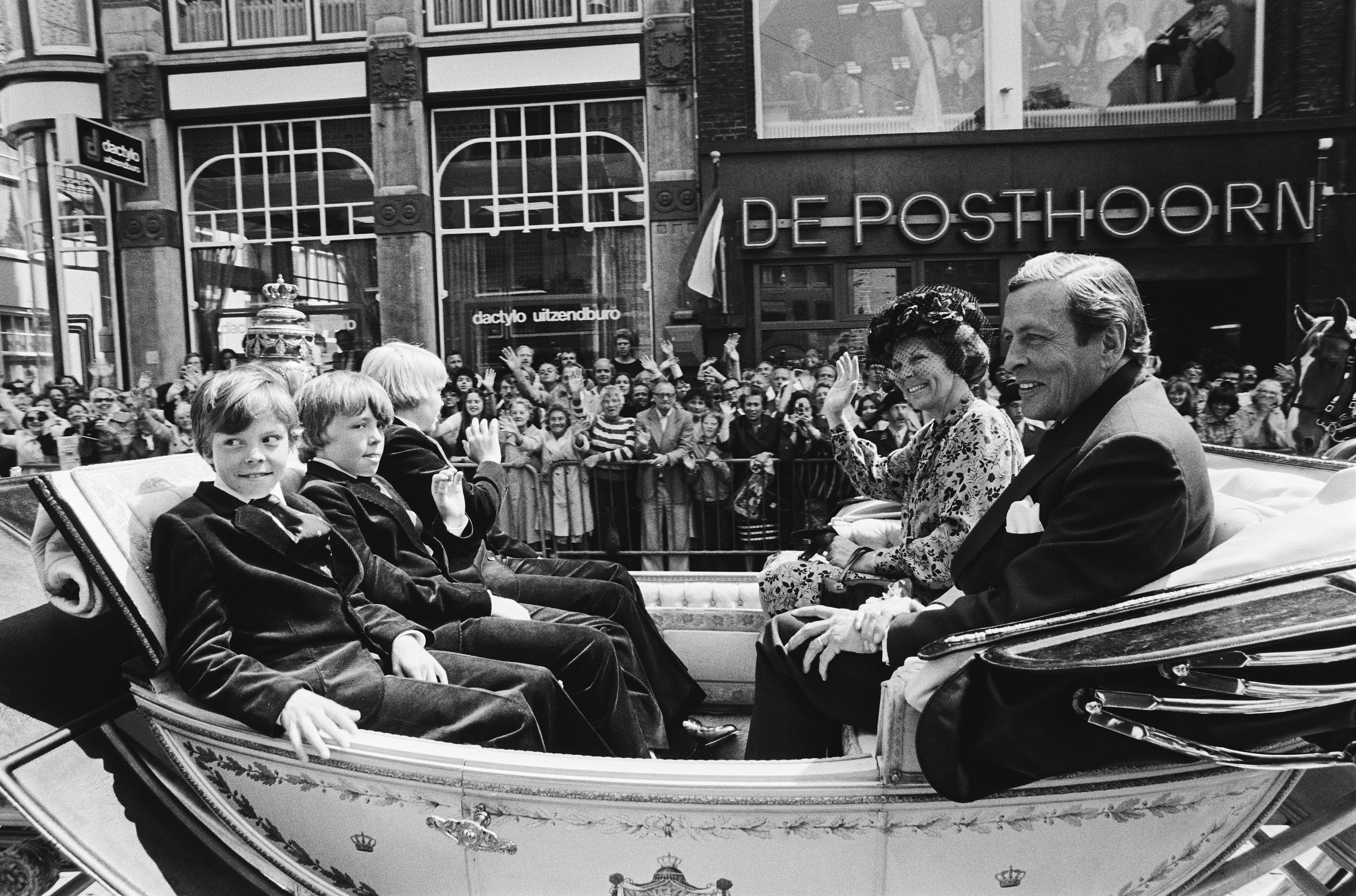
Intocht koningin Beatrix en prins Claus in Den Haag, samen met de prinsen Constantijn, Friso en Willem-Alexander in de Crème Calèche.
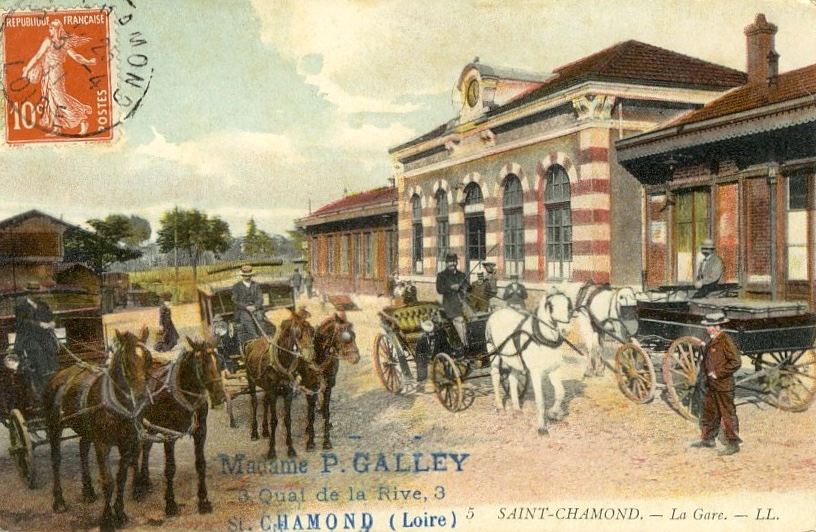
Calèche bij het station te Saint-Charmond, omstreeks 1905.
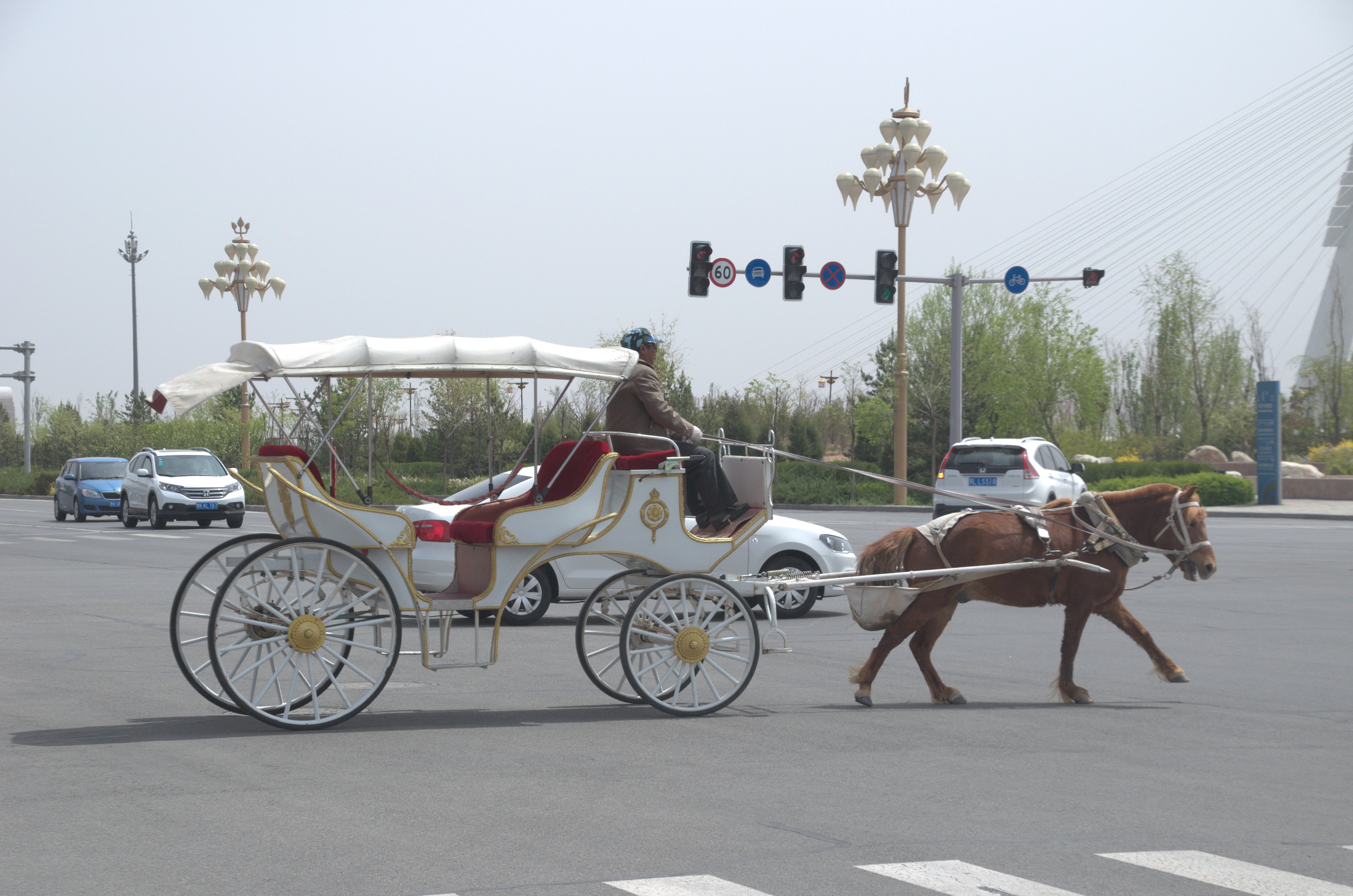
Calèche te Ordos, te China
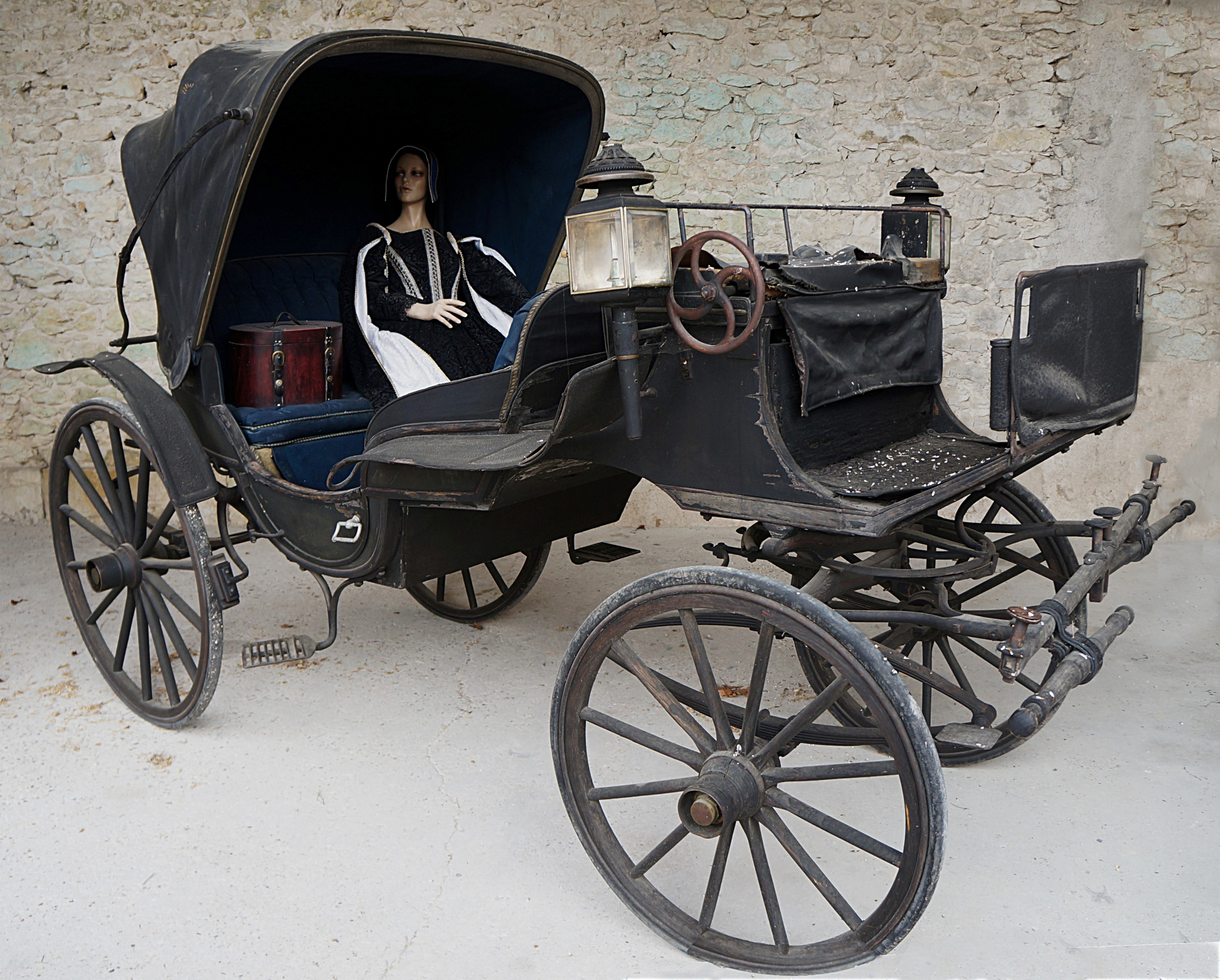
Calèche op tentoonstelling in het Kasteel van Chambord te Chambord.
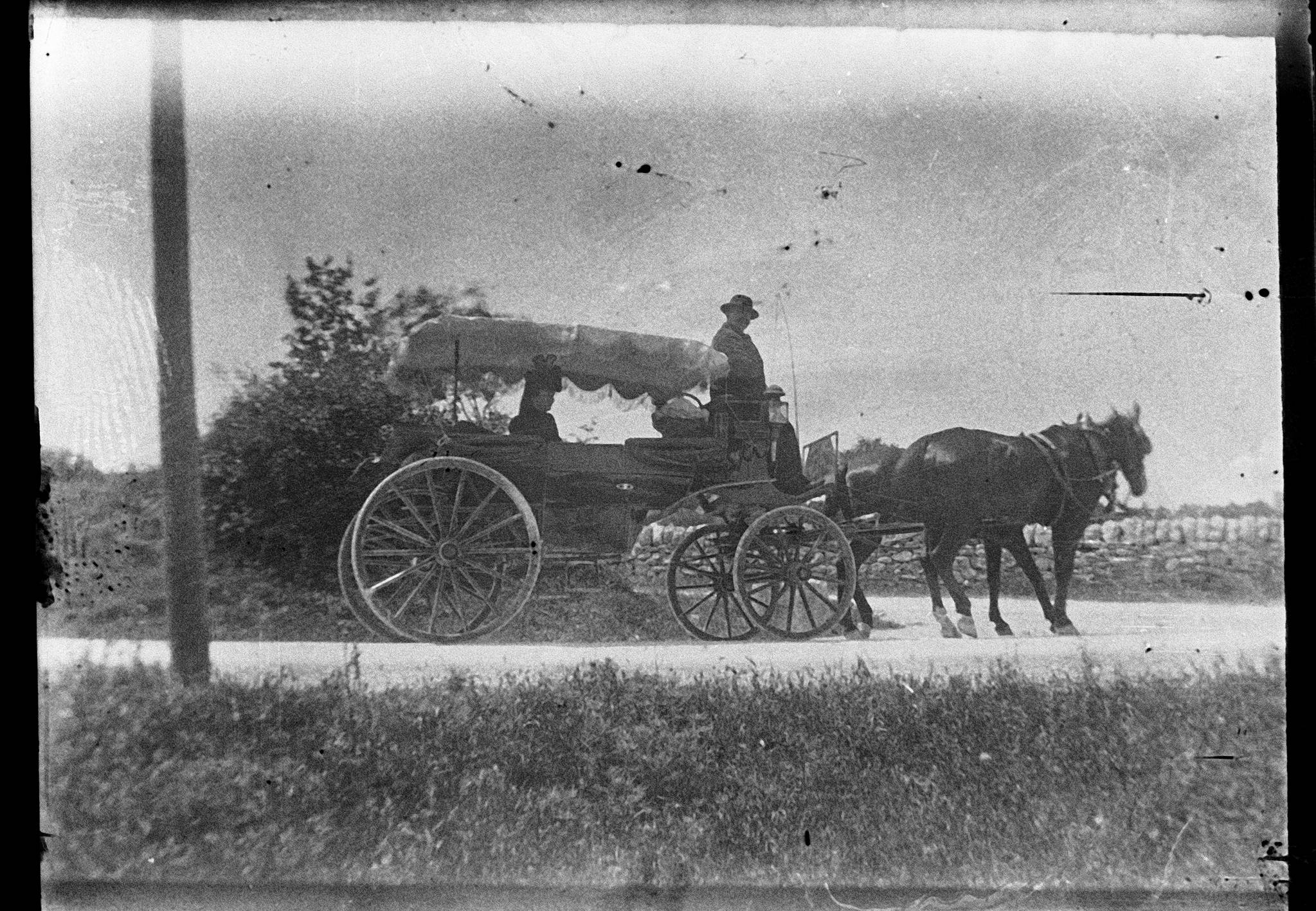
Calèche op een landweggetje, voortgetrokken door twee paarden; (begin 20e eeuw)
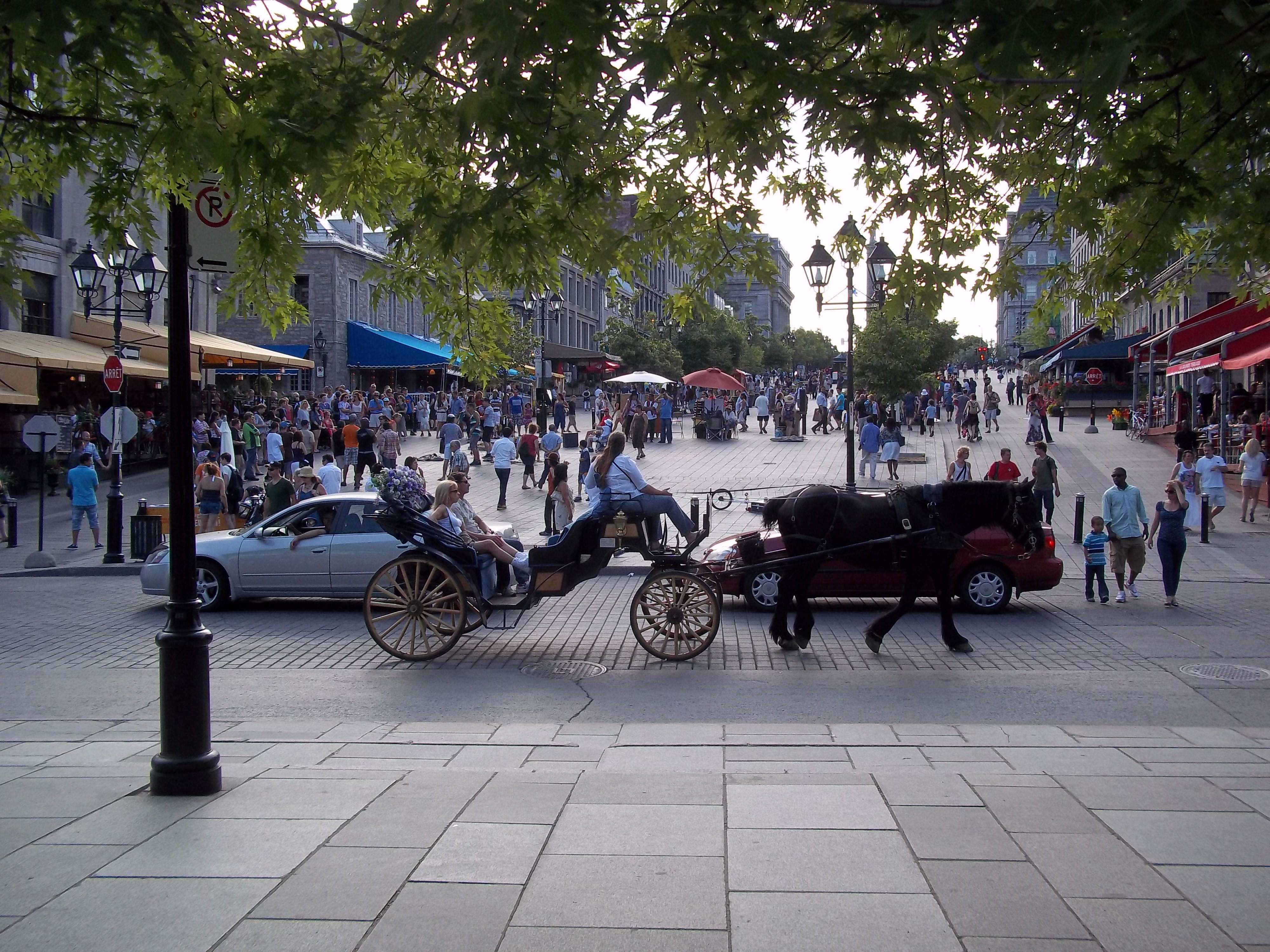
Toeristen in Montréal worden rondgereden in een calèche.